# Mićo Delić
Mićo Delić, srbski general, * 28. maj 1936, Babin potok, Gospić, † 6. november 2020, Beograd.
General Mićo Delić je bil v Sloveniji najbolj poznan kot poveljnik mariborskega korpusa v času slovenske osamosvojitvene vojne in posledično tudi kot poveljujoči enotam JLA v času Pekrskih dogodkov. V telefonskem pogovoru z Igorjesm Bavčarjem, takratnim slovenskim notranjim ministrom, je izrekel naslednje značilno mnenje o Slovencih, ki je prevladovalo v JLA: "Škljocneš triput zatvaračem i Slovenci beže"...